# Carles Martí Massagué
Carles Martí Massagué (Castellvell del Camp, Baix Camp, 23 d'octubre de 1907 - Reus, 7 d'abril de 1992) fou un polític català.

## Biografia
Va estudiar batxillerat a Reus i Dret a la Universitat de Barcelona amb breus estades a París (La Sorbona) i Londres, i el 1931 es va incorporar a l'ERC. Advocat, va exercir de jutge municipal a Reus, on el 1934 va ser detingut pels fets del sis d'octubre i confinat en un vaixell-presó al port de Tarragona.
El 1936 va participar en la Guerra Civil espanyola al costat dels republicans i al final de la guerra va passar a França, però va tornar i fou detingut i empresonat el 1942. Una vegada alliberat, va obrir despatx d'advocat a Reus el 1946, destacant en la defensa de presos polítics i on va exercir durant la dictadura. Durant els anys seixanta va mantenir contactes amb Josep Pallach i Carolà.
A la transició va participar en la delegació local de l'Assemblea de Catalunya, i les primeres reunions d'aquest grup es van fer al seu despatx. A les primeres eleccions generals espanyoles de 1977 va anar com a independent a les llistes socialistes i fou elegit senador per la província de Tarragona (els tres de l'Entesa dels Catalans, Baixeras, Martí i Subirats). Fou reelegit a les eleccions generals espanyoles de 1979 i va ocupar el càrrec de senador fins al 1982. Fou vicepresident primer de la Comissió de Competència Legislativa i vicepresident segon de la Comissió Especial d'Investigació sobre escoltes telefòniques.
Així mateix es va presentar a les municipals del 1979 pels socialistes, i la seva llista va ser la més votada, de manera que es va convertir en el primer alcalde de Reus de la democràcia. A les eleccions de 28 d'octubre de 1982, ja d'edat avançada, va deixar el primer lloc de la llista al tinent d'alcalde Anton Borrell Marcó, també socialista. L'any 1987 va ser candidat al Parlament Europeu representant Esquerra Republicana de Catalunya dins de la Coalició per l'Europa dels Pobles. Va morir el 1992 a Reus, ciutat que el va nomenar fill il·lustre.